# Großer Preis von Großbritannien 1990
Der Große Preis von Großbritannien 1990 (offiziell XLIII Foster's British Grand Prix) fand am 15. Juli auf dem Silverstone Circuit in Silverstone statt und war das achte Rennen der Formel-1-Weltmeisterschaft 1990.

## Berichte

### Hintergrund
In der Teilnehmerliste gab es keine Veränderungen im Vergleich zum Großen Preis von Frankreich, der am Wochenende zuvor stattgefunden hatte.
Mit Alain Prost (dreimal), Nigel Mansell (zweimal) und Ayrton Senna (einmal) traten drei ehemalige Sieger zu diesem Grand Prix an.

### Training
Mansell qualifizierte sich für die Pole-Position vor den beiden McLaren-Teamkollegen Senna und Gerhard Berger. Thierry Boutsen folgte vor Prost, Jean Alesi, Riccardo Patrese und den beiden Larrousse-Piloten Éric Bernard und Aguri Suzuki.

### Rennen
Trotz eines besseren Starts konnte Mansell die Führung während der ersten Meter des Rennens nicht gegen Senna verteidigen. Berger folgte auf dem dritten Rang vor Boutsen.
In der zwölften Runde gelang es Mansell, an Senna vorbeizuziehen und somit zur Freude des einheimischen Publikums die Spitze zu übernehmen. Kurz darauf drehte sich Senna und fiel hinter Berger, Boutsen und Prost auf den fünften Rang zurück. Durch einen Boxenstopp verlor er wenig später weitere fünf Positionen.
In Runde 22 musste Mansell die Führung an Berger abgeben, da er durch einen Elektrikdefekt behindert wurde. Trotzdem kämpfte er sich sechs Umäufe später wieder an die Spitze. Kurz darauf geriet er ebenso wie Berger unter Druck durch den zu diesem Zeitpunkt schnelleren Prost. Dieser überholte Berger schließlich in der 31. Runde und Mansell im 43. Umlauf. Beide Überholten konnten das Rennen aufgrund von technischen Defekten nicht beenden. Mansell, der im Vergleich zu seinem Teamkollegen Prost, der den dritten Sieg in Folge erreichte, mit dem Ferrari 641 kaum Erfolgserlebnisse verbuchen konnte, war darüber derart enttäuscht, dass er spontan gegenüber einer kleinen Gruppe Journalisten seinen Rücktritt aus der Formel 1 zum Saisonende ankündigte.
Durch seinen erneuten Sieg übernahm Prost die Führung in der Weltmeisterschaftswertung vor Senna, der bei diesem Rennen den dritten Platz hinter Boutsen erreichte. Bernard wurde Vierter vor Nelson Piquet und Suzuki.
Die vier Punkte für die Konstrukteurs-WM, die Larrousse für die Plätze vier und sechs normalerweise zugestanden hätten, wurden nicht vergeben, da es sich bei dem eingesetzten Fahrzeug vom Typ Lola LC90 nicht um eine Eigenkonstruktion des Teams handelte.

## Meldeliste
| Team                        | Nr. | Fahrer             | Chassis            | Motor                     | Reifen |
| --------------------------- | --- | ------------------ | ------------------ | ------------------------- | ------ |
| Scuderia Ferrari SpA        | 01  | Alain Prost        | Ferrari 641        | Ferrari 036 3.5 V12       | G      |
| Scuderia Ferrari SpA        | 02  | Nigel Mansell      | Ferrari 641        | Ferrari 036 3.5 V12       | G      |
| Tyrrell Racing Organisation | 03  | Satoru Nakajima    | Tyrrell 019        | Ford Cosworth DFR 3.5 V8  | P      |
| Tyrrell Racing Organisation | 04  | Jean Alesi         | Tyrrell 019        | Ford Cosworth DFR 3.5 V8  | P      |
| Canon Williams Team         | 05  | Thierry Boutsen    | Williams FW13B     | Renault RS2 3.5 V10       | G      |
| Canon Williams Team         | 06  | Riccardo Patrese   | Williams FW13B     | Renault RS2 3.5 V10       | G      |
| Motor Racing Developments   | 07  | David Brabham      | Brabham BT59       | Judd EV 3.5 V8            | P      |
| Motor Racing Developments   | 08  | Stefano Modena     | Brabham BT59       | Judd EV 3.5 V8            | P      |
| Footwork Arrows Racing      | 09  | Michele Alboreto   | Arrows A11B        | Ford Cosworth DFR 3.5 V8  | G      |
| Footwork Arrows Racing      | 10  | Alex Caffi         | Arrows A11B        | Ford Cosworth DFR 3.5 V8  | G      |
| Camel Team Lotus            | 11  | Derek Warwick      | Lotus 102          | Lamborghini 3512 3.5 V12  | G      |
| Camel Team Lotus            | 12  | Martin Donnelly    | Lotus 102          | Lamborghini 3512 3.5 V12  | G      |
| Fondmetal Osella            | 14  | Olivier Grouillard | Osella FA1ME       | Ford Cosworth DFR 3.5 V8  | P      |
| Leyton House Racing         | 15  | Maurício Gugelmin  | Leyton House CG901 | Judd EV 3.5 V8            | G      |
| Leyton House Racing         | 16  | Ivan Capelli       | Leyton House CG901 | Judd EV 3.5 V8            | G      |
| AGS Racing                  | 17  | Gabriele Tarquini  | AGS JH25           | Ford Cosworth DFR 3.5 V8  | G      |
| AGS Racing                  | 18  | Yannick Dalmas     | AGS JH25           | Ford Cosworth DFR 3.5 V8  | G      |
| Benetton Formula Ltd        | 19  | Alessandro Nannini | Benetton B190      | Ford Cosworth HBA4 3.5 V8 | G      |
| Benetton Formula Ltd        | 20  | Nelson Piquet      | Benetton B190      | Ford Cosworth HBA4 3.5 V8 | G      |
| BMS Scuderia Italia         | 21  | Emanuele Pirro     | Dallara 190        | Ford Cosworth DFR 3.5 V8  | P      |
| BMS Scuderia Italia         | 22  | Andrea de Cesaris  | Dallara 190        | Ford Cosworth DFR 3.5 V8  | P      |
| SCM Minardi Team            | 23  | Pierluigi Martini  | Minardi M190       | Ford Cosworth DFR 3.5 V8  | P      |
| SCM Minardi Team            | 24  | Paolo Barilla      | Minardi M190       | Ford Cosworth DFR 3.5 V8  | P      |
| Ligier Gitanes              | 25  | Nicola Larini      | Ligier JS33B       | Ford Cosworth DFR 3.5 V8  | G      |
| Ligier Gitanes              | 26  | Philippe Alliot    | Ligier JS33B       | Ford Cosworth DFR 3.5 V8  | G      |
| Honda Marlboro McLaren      | 27  | Ayrton Senna       | McLaren MP4/5B     | Honda RA100E 3.5 V10      | G      |
| Honda Marlboro McLaren      | 28  | Gerhard Berger     | McLaren MP4/5B     | Honda RA100E 3.5 V10      | G      |
| Espo Larrousse F1           | 29  | Éric Bernard       | Lola LC90          | Lamborghini 3512 3.5 V12  | G      |
| Espo Larrousse F1           | 30  | Aguri Suzuki       | Lola LC90          | Lamborghini 3512 3.5 V12  | G      |
| Subaru Coloni Racing        | 31  | Bertrand Gachot    | Coloni C3B         | Subaru 1235 3.5 V12       | P      |
| EuroBrun Racing             | 33  | Roberto Moreno     | EuroBrun ER189B    | Judd CV 3.5 V8            | P      |
| EuroBrun Racing             | 34  | Claudio Langes     | EuroBrun ER189B    | Judd CV 3.5 V8            | P      |
| Moneytron Onyx Formula One  | 35  | Gregor Foitek      | Onyx ORE-1B        | Ford Cosworth DFR 3.5 V8  | G      |
| Moneytron Onyx Formula One  | 36  | JJ Lehto           | Onyx ORE-1B        | Ford Cosworth DFR 3.5 V8  | G      |
| Life Racing Engines         | 39  | Bruno Giacomelli   | Life L190          | Life F35 3.5 W12          | G      |

## Klassifikationen

### Qualifying
| Pos. | Fahrer             | Konstrukteur      | Vorqualifikation | Vorqualifikation  | 1. Qualifikationstraining | 1. Qualifikationstraining | 2. Qualifikationstraining | 2. Qualifikationstraining | Start |
| Pos. | Fahrer             | Konstrukteur      | Zeit             | Ø-Geschwindigkeit | Zeit                      | Ø-Geschwindigkeit         | Zeit                      | Ø-Geschwindigkeit         | Start |
| ---- | ------------------ | ----------------- | ---------------- | ----------------- | ------------------------- | ------------------------- | ------------------------- | ------------------------- | ----- |
| 01   | Nigel Mansell      | Ferrari           | –                | –                 | 1:08,336                  | 251,709 km/h              | 1:07,428                  | 255,099 km/h              | 01    |
| 02   | Ayrton Senna       | McLaren-Honda     | –                | –                 | 1:08,071                  | 252,689 km/h              | 1:09,055                  | 249,088 km/h              | 02    |
| 03   | Gerhard Berger     | McLaren-Honda     | –                | –                 | 1:08,246                  | 252,041 km/h              | 1:08,674                  | 250,470 km/h              | 03    |
| 04   | Thierry Boutsen    | Williams-Renault  | –                | –                 | 1:09,102                  | 248,919 km/h              | 1:08,291                  | 251,875 km/h              | 04    |
| 05   | Alain Prost        | Ferrari           | –                | –                 | 1:09,110                  | 248,890 km/h              | 1:08,336                  | 251,709 km/h              | 05    |
| 06   | Jean Alesi         | Tyrrell-Ford      | –                | –                 | 1:09,147                  | 248,757 km/h              | 1:08,370                  | 251,584 km/h              | 06    |
| 07   | Riccardo Patrese   | Williams-Renault  | –                | –                 | 1:08,677                  | 250,459 km/h              | 1:08,864                  | 249,779 km/h              | 07    |
| 08   | Éric Bernard       | Lola-Lamborghini  | 1:10,254         | 244,837 km/h      | 1:09,560                  | 247,280 km/h              | 1:09,003                  | 249,276 km/h              | 08    |
| 09   | Aguri Suzuki       | Lola-Lamborghini  | 1:11,128         | 241,829 km/h      | 1:09,243                  | 248,412 km/h              | 1:09,865                  | 246,201 km/h              | 09    |
| 10   | Ivan Capelli       | Leyton House-Judd | –                | –                 | 1:10,691                  | 243,324 km/h              | 1:09,308                  | 248,179 km/h              | 10    |
| 11   | Nelson Piquet      | Benetton-Ford     | –                | –                 | 1:09,684                  | 246,840 km/h              | 1:09,407                  | 247,825 km/h              | 11    |
| 12   | Satoru Nakajima    | Tyrrell-Ford      | –                | –                 | 1:09,937                  | 245,947 km/h              | 1:09,608                  | 247,110 km/h              | 12    |
| 13   | Alessandro Nannini | Benetton-Ford     | –                | –                 | 1:09,782                  | 246,493 km/h              | 1:09,641                  | 246,992 km/h              | 13    |
| 14   | Martin Donnelly    | Lotus-Lamborghini | –                | –                 | 1:10,786                  | 242,997 km/h              | 1:09,741                  | 246,638 km/h              | 14    |
| 15   | Maurício Gugelmin  | Leyton House-Judd | –                | –                 | 1:11,167                  | 241,696 km/h              | 1:10,044                  | 245,571 km/h              | 15    |
| 16   | Derek Warwick      | Lotus-Lamborghini | –                | –                 | 1:10,552                  | 243,803 km/h              | 1:10,092                  | 245,403 km/h              | 16    |
| 17   | Alex Caffi         | Arrows-Ford       | –                | –                 | 1:10,480                  | 244,052 km/h              | 1:10,110                  | 245,340 km/h              | 17    |
| 18   | Pierluigi Martini  | Minardi-Ford      | –                | –                 | 1:10,568                  | 243,748 km/h              | 1:10,303                  | 244,667 km/h              | 18    |
| 19   | Emanuele Pirro     | Dallara-Ford      | –                | –                 | 1:11,413                  | 240,864 km/h              | 1:10,847                  | 242,788 km/h              | 19    |
| 20   | Stefano Modena     | Brabham-Judd      | –                | –                 | 1:11,070                  | 242,026 km/h              | 1:11,600                  | 240,235 km/h              | 20    |
| 21   | Nicola Larini      | Ligier-Ford       | –                | –                 | 1:11,942                  | 239,093 km/h              | 1:11,180                  | 241,652 km/h              | 21    |
| 22   | Philippe Alliot    | Ligier-Ford       | –                | –                 | 1:12,483                  | 237,308 km/h              | 1:11,215                  | 241,533 km/h              | 22    |
| 23   | Andrea de Cesaris  | Dallara-Ford      | –                | –                 | 1:11,705                  | 239,883 km/h              | 1:11,234                  | 241,469 km/h              | 23    |
| 24   | Paolo Barilla      | Minardi-Ford      | –                | –                 | 1:11,498                  | 240,577 km/h              | 1:11,387                  | 240,951 km/h              | 24    |
| 25   | Michele Alboreto   | Arrows-Ford       | –                | –                 | 1:11,562                  | 240,362 km/h              | 1:12,644                  | 236,782 km/h              | 25    |
| 26   | Gabriele Tarquini  | AGS-Ford          | 1:11,516         | 240,517 km/h      | 1:12,506                  | 237,233 km/h              | 1:11,681                  | 239,963 km/h              | 26    |
| DNQ  | Olivier Grouillard | Osella-Ford       | 1:11,953         | 239,056 km/h      | 1:12,179                  | 238,308 km/h              | 1:11,710                  | 239,866 km/h              | –     |
| DNQ  | David Brabham      | Brabham-Judd      | –                | –                 | 1:11,741                  | 239,762 km/h              | 1:13,016                  | 235,576 km/h              | –     |
| DNQ  | JJ Lehto           | Onyx-Ford         | –                | –                 | 1:12,712                  | 236,561 km/h              | 1:12,631                  | 236,824 km/h              | –     |
| DNQ  | Gregor Foitek      | Onyx-Ford         | –                | –                 | 1:13,413                  | 234,302 km/h              | 1:13,271                  | 234,756 km/h              | –     |
| DNPQ | Roberto Moreno     | EuroBrun-Judd     | 1:12,554         | 237,076 km/h      | –                         | –                         | –                         | –                         | –     |
| DNPQ | Yannick Dalmas     | AGS-Ford          | 1:12,653         | 236,753 km/h      | –                         | –                         | –                         | –                         | –     |
| DNPQ | Claudio Langes     | EuroBrun-Judd     | 1:15,059         | 229,164 km/h      | –                         | –                         | –                         | –                         | –     |
| DNPQ | Bertrand Gachot    | Coloni-Subaru     | 1:19,230         | 217,100 km/h      | –                         | –                         | –                         | –                         | –     |
| DNPQ | Bruno Giacomelli   | Life              | 1:25,947         | 200,133 km/h      | –                         | –                         | –                         | –                         | –     |

### Rennen
| Pos. | Fahrer             | Konstrukteur      | Runden | Stopps | Zeit        | Start | Schnellste Runde |
| ---- | ------------------ | ----------------- | ------ | ------ | ----------- | ----- | ---------------- |
| 01   | Alain Prost        | Ferrari           | 64     | 0      | 1:18:30,999 | 05    | 1:11,526         |
| 02   | Thierry Boutsen    | Williams-Renault  | 64     | 0      | + 39,092    | 04    | 1:12,879         |
| 03   | Ayrton Senna       | McLaren-Honda     | 64     | 1      | + 43,088    | 02    | 1:12,250         |
| 04   | Éric Bernard       | Lola-Lamborghini  | 64     | 0      | + 1:15,302  | 08    | 1:13,088         |
| 05   | Nelson Piquet      | Benetton-Ford     | 64     | 0      | + 1:24,003  | 11    | 1:12,723         |
| 06   | Aguri Suzuki       | Lola-Lamborghini  | 63     | 1      | + 1 Runde   | 09    | 1:12,227         |
| 07   | Alex Caffi         | Arrows-Ford       | 63     | 0      | + 1 Runde   | 17    | 1:13,573         |
| 08   | Jean Alesi         | Tyrrell-Ford      | 63     | 2      | + 1 Runde   | 06    | 1:12,639         |
| 09   | Stefano Modena     | Brabham-Judd      | 62     | 1      | + 2 Runden  | 20    | 1:13,338         |
| 10   | Nicola Larini      | Ligier-Ford       | 62     | 0      | + 2 Runden  | 21    | 1:14,953         |
| 11   | Emanuele Pirro     | Dallara-Ford      | 62     | 0      | + 2 Runden  | 19    | 1:13,731         |
| 12   | Paolo Barilla      | Minardi-Ford      | 62     | 0      | + 2 Runden  | 24    | 1:15,607         |
| 13   | Philippe Alliot    | Ligier-Ford       | 61     | 0      | + 3 Runden  | 22    | 1:14,848         |
| 14   | Gerhard Berger     | McLaren-Honda     | 60     | 0      | DNF         | 03    | 1:12,393         |
| –    | Nigel Mansell      | Ferrari           | 55     | 0      | DNF         | 01    | 1:11,291         |
| –    | Ivan Capelli       | Leyton House-Judd | 48     | 0      | DNF         | 10    | 1:11,712         |
| –    | Martin Donnelly    | Lotus-Lamborghini | 48     | 0      | DNF         | 14    | 1:13,204         |
| –    | Derek Warwick      | Lotus-Lamborghini | 46     | 1      | DNF         | 16    | 1:14,416         |
| –    | Gabriele Tarquini  | AGS-Ford          | 41     | 0      | DNF         | 26    | 1:15,889         |
| –    | Michele Alboreto   | Arrows-Ford       | 37     | 1      | DNF         | 25    | 1:13,932         |
| –    | Riccardo Patrese   | Williams-Renault  | 26     | 1      | DNF         | 07    | 1:14,130         |
| –    | Satoru Nakajima    | Tyrrell-Ford      | 20     | 0      | DNF         | 12    | 1:15,192         |
| –    | Alessandro Nannini | Benetton-Ford     | 15     | 0      | DNF         | 13    | 1:13,405         |
| –    | Andrea de Cesaris  | Dallara-Ford      | 12     | 1      | DNF         | 23    | 1:16,039         |
| –    | Pierluigi Martini  | Minardi-Ford      | 3      | 0      | DNF         | 18    | 1:17,827         |
| DNS  | Maurício Gugelmin  | Leyton House-Judd | –      | –      | –           | 15    | –                |

## WM-Stände nach dem Rennen
Die ersten sechs des Rennens bekamen 9, 6, 4, 3, 2 bzw. 1 Punkt(e). In der Fahrerwertung wurden die besten elf Resultate, in der Konstrukteurswertung alle Resultate gewertet.

### Fahrerwertung
| Pos. | Fahrer             | Konstrukteur      | Punkte |
| ---- | ------------------ | ----------------- | ------ |
| 01   | Alain Prost        | Ferrari           | 41     |
| 02   | Ayrton Senna       | McLaren-Honda     | 39     |
| 03   | Gerhard Berger     | McLaren-Honda     | 25     |
| 04   | Nelson Piquet      | Benetton-Ford     | 18     |
| 05   | Thierry Boutsen    | Williams-Renault  | 17     |
| 06   | Nigel Mansell      | Ferrari           | 13     |
| 07   | Jean Alesi         | Tyrrell-Ford      | 13     |
| 08   | Riccardo Patrese   | Williams-Renault  | 10     |
| 09   | Alessandro Nannini | Benetton-Ford     | 7      |
| 10   | Ivan Capelli       | Leyton House-Judd | 6      |
| 11   | Éric Bernard       | Lola-Lamborghini  | 4      |
| 12   | Alex Caffi         | Arrows-Ford       | 2      |
| 13   | Stefano Modena     | Brabham-Judd      | 2      |
| 14   | Derek Warwick      | Lotus-Lamborghini | 1      |
| 15   | Satoru Nakajima    | Tyrrell-Ford      | 1      |
| 16   | Aguri Suzuki       | Lola-Lamborghini  | 1      |
| 17   | Pierluigi Martini  | Minardi-Ford      | 0      |

| Pos. | Fahrer             | Konstrukteur             | Punkte |
| ---- | ------------------ | ------------------------ | ------ |
| 18   | Gregor Foitek      | Onyx-Ford / Brabham-Judd | 0      |
| 19   | Martin Donnelly    | Lotus-Lamborghini        | 0      |
| 20   | Philippe Alliot    | Ligier-Ford              | 0      |
| 21   | Nicola Larini      | Ligier-Ford              | 0      |
| 22   | Michele Alboreto   | Arrows-Ford              | 0      |
| 23   | Paolo Barilla      | Minardi-Ford             | 0      |
| 24   | Emanuele Pirro     | Dallara-Ford             | 0      |
| 25   | JJ Lehto           | Onyx-Ford                | 0      |
| 26   | Bernd Schneider    | Arrows-Ford              | 0      |
| 27   | Andrea de Cesaris  | Dallara-Ford             | 0      |
| 28   | Roberto Moreno     | EuroBrun-Judd            | 0      |
| 29   | Olivier Grouillard | Osella-Ford              | 0      |
| 30   | Maurício Gugelmin  | Leyton House-Judd        | 0      |
| 31   | Gianni Morbidelli  | Dallara-Ford             | 0      |
| 32   | David Brabham      | Brabham-Judd             | 0      |
| 33   | Yannick Dalmas     | AGS-Ford                 | 0      |
| –    | Gabriele Tarquini  | AGS-Ford                 | 0      |

### Konstrukteurswertung
| Pos. | Konstrukteur      | Punkte |
| ---- | ----------------- | ------ |
| 01   | McLaren-Honda     | 64     |
| 02   | Ferrari           | 54     |
| 03   | Williams-Renault  | 27     |
| 04   | Benetton-Ford     | 25     |
| 05   | Tyrrell-Ford      | 14     |
| 06   | Leyton House-Judd | 6      |
| 07   | Lola-Lamborghini  | 5      |
| 08   | Arrows-Ford       | 2      |
| 09   | Brabham-Judd      | 2      |

| Pos. | Konstrukteur      | Punkte |
| ---- | ----------------- | ------ |
| 10   | Lotus-Lamborghini | 1      |
| 11   | Minardi-Ford      | 0      |
| 12   | Onyx-Ford         | 0      |
| 13   | Ligier-Ford       | 0      |
| 14   | EuroBrun-Judd     | 0      |
| 15   | Osella-Ford       | 0      |
| 16   | Dallara-Ford      | 0      |
| –    | AGS-Ford          | 0      |